# Gianbattista Troiani
Gian Battista Troiani (Villafranca di Verona, 12 febbraio 1844 – Villafranca di Verona, 1927) è stato uno scultore italiano.

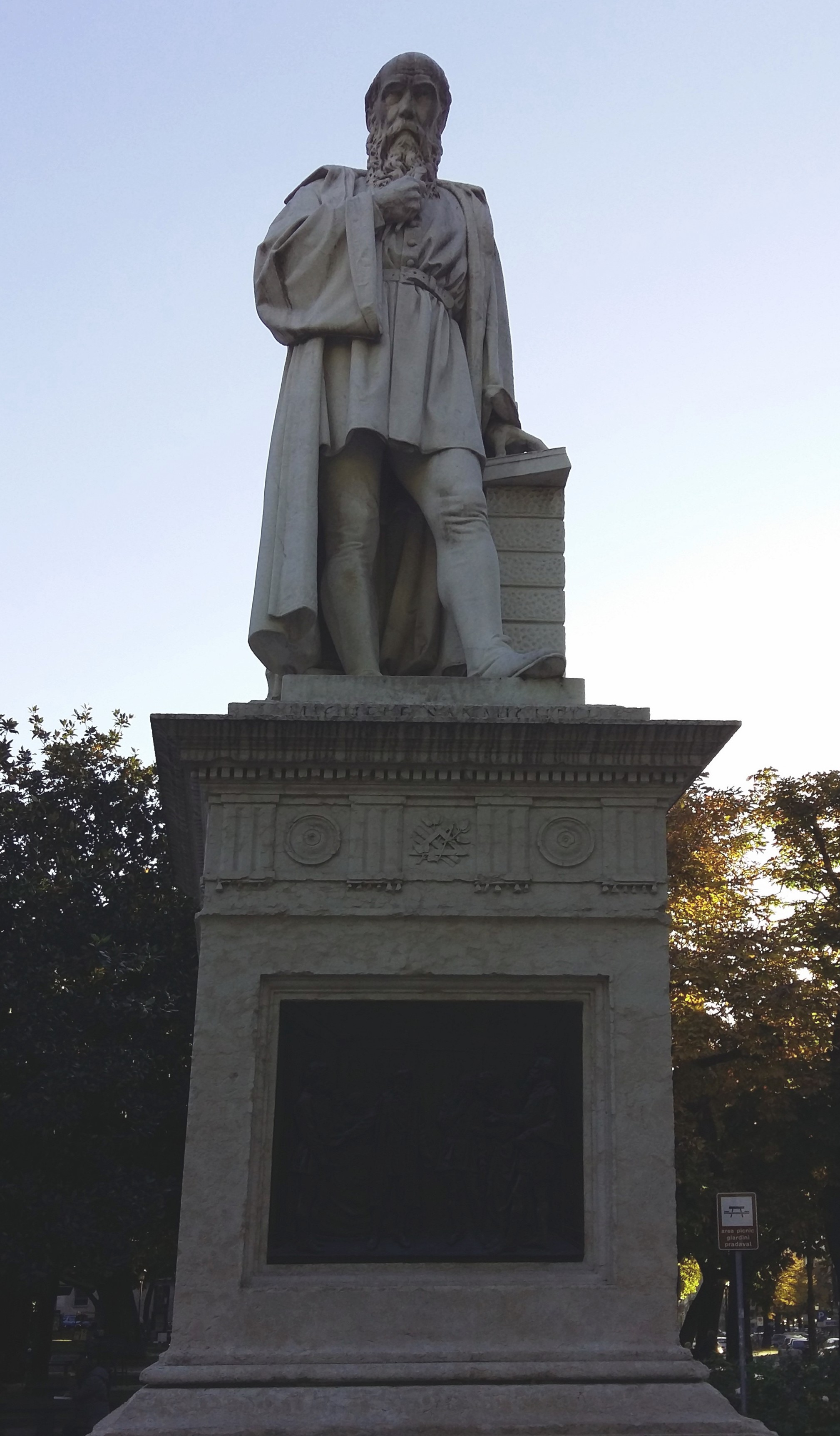
La statua di Michele Sanmicheli, opera di Troiani, a Verona.

Rimasto orfano, viene preso in affido da don Gaetano Bellotti, curato di Villafranca che gli insegnò le prime nozioni scolastiche e lo indirizzò verso la carriera artistica. Studiò all'Accademia di pittura e scultura di Verona specializzandosi, a Venezia, all'Imperial Regia Accademia di Belle Arti.
La sua opera maggiore è una statua raffigurante il celebre architetto Michele Sanmicheli ed esposta presso piazza Pradaval, nel centro di Verona. Altre sue opere sono esposte a Boston, New York e Londra. 
Trascorse gran parte della sua vita nella città di Cagliari prima di ritirarsi nella città natale, dove morì nel 1927.